# Jeff Biehl
Jeffrey Robert Biehl, detto Jeff (Medford, 22 agosto 1973), è un attore e musicista statunitense.
Formatosi presso la Juilliard School, è attivo soprattutto come attore in diverse serie televisive. Al cinema ha lavorato nel film Dove eravamo rimasti.
Come musicista, ha composto alcuni album di musica classica presso la Naxos Records.

## Filmografia

### Attore

#### Cinema
- The Moment, regia di Scott Ebersold – cortometraggio (2009)
- The Face, regia di Gibson Frazier – cortometraggio (2010)
- ...Or Die, regia di Gregory Bonsignore e John Petaja – cortometraggio (2012)
- A Master Builder, regia di Jonathan Demme (2013)
- The All-Nighters, regia di Paul Willis (2014)
- Dove eravamo rimasti (Ricki and the Flash), regia di Jonathan Demme (2015)
- One Day Home, regia di Drew Denny – cortometraggio (2017)
- The Bump, regia di Michael Izquierdo – cortometraggio (2018)
- Worth - Il patto (Worth), regia di Sara Colangelo (2020)

#### Televisione
- Law & Order: Criminal Intent – serie TV, episodi 4x11-7x12 (2005, 2008)
- Law & Order - Unità vittime speciali (Law & Order: Special Victims Unit) – serie TV, episodio 7x19 (2006)
- Law & Order - I due volti della giustizia (Law & Order) – serie TV, episodio 19x18 (2009)
- Southland – serie TV, episodio 4x07 (2012)
- Squad 85 – serie TV, 6 episodi (2012)
- Forever – serie TV, episodio 1x22 (2015)
- The Mysteries of Laura – serie TV, episodio 2x03 (2015)
- Vinyl – serie TV, episodio 1x01 (2016)
- The Path – serie TV, episodio 2x06 (2017)

### Doppiatore
- BioShock 2 – videogioco (2010)